# Oro-fazio-digitales Syndrom Typ 6
Das Oro-fazio-digitales Syndrom Typ 6 oder (OFD VI) ist eine sehr seltene angeborene Erkrankung mit einer Kombination von neurologischen Veränderungen wie beim Joubert-Syndrom, Veränderungen in Gesicht und Mund und Polydaktylie. Es kann zu den Oro-fazio-digitalen Syndromen gezählt oder als Subtyp des Joubert-Syndromes (Joubert-Syndrom und verwandte Krankheiten) angesehen werden.
Synonyme sind: OFD6; Polydaktylie - Gaumenspalte - verspätete psychomotorische Entwicklung; Varadi-Papp-Syndrom; Váradi-Syndrom
Die Erstbeschreibung stammt aus dem Jahre 1980 durch die ungarischen Pädiater V. Váradi, L. Szabó und Z. Papp.

## Verbreitung
Die Häufigkeit wird mit unter 1 zu 1.000.000 angegeben, die Vererbung erfolgt teilweise autosomal- oder X-Chromosomal-rezessiv.

## Ursache
Der Erkrankung liegen teilweise Mutationen im C5ORF42-Gen auf Chromosom 5 Genort p13.2 oder im TMEM216-Gen auf Chromosom 11 Genort q13.1 zugrunde.
Die Erkrankung kann als Allel des Joubert-Syndromes 17  angesehen werden.

## Klinische Erscheinungen
Klinische Kriterien sind:
- gespaltene oder gelappte Zunge, Zungenhamartome, multiple Frenula
- nicht immer Lippen- und/oder Gaumenspalte
- Polydaktylie mit Y-förmigen Metacarpalia
- mitunter hypothalamisches Hamartom

## Differentialdiagnose
Abzugrenzen sind andere Formen des Oro-fazio-digitalen Syndromes, das Joubert-Syndrom sowie das C-Syndrom.